# Plantago notata
Plantago notata är en grobladsväxtart som beskrevs av Mariano Lagasca y Segura. Plantago notata ingår i släktet kämpar, och familjen grobladsväxter. Inga underarter finns listade i Catalogue of Life.